# Orectogyrus specularis
Orectogyrus specularis là một loài bọ cánh cứng trong họ van Gyrinidae. Loài này được Aubé miêu tả khoa học năm 1838.